# Lau Lauritzen (regista 1878)
Lau Lauritzen, pseudonimo di Lauritz Lauritzen (Silkeborg, 13 marzo 1878 – Copenaghen, 2 luglio 1938), è stato un regista, sceneggiatore e attore danese del periodo del muto.

## Biografia
Collaborò con la Nordisk Film dal 1913, lavorando ad oltre un centinaio di opere comiche.
Dal 1920 assunse il ruolo di direttore artistico alla Palladium, dove ultimò una trentina di pellicole comiche con la coppia Fyrtanet (Lungo) e Bivognen (Corto), attori principali anche dell'importante film Don Quixote (1927).
Dopo l'avvento del sonoro realizzò numerose commedie, tra le quali, Barken Margrehte of Danmark (1934).

### Vita privata
Lauritzen si sposò due volte. La prima il 26 agosto 1910 con Hulda Christensen; da questa unione nacque un figlio che prese il nome del padre. Il matrimonio finì in un divorzio e Lauritzen si sposò una seconda volta con Ulla Poulsen. Le nozze furono celebrate il 18 novembre 1919, ma anche questo matrimonio si risolse con il divorzio.
Il figlio Lau Lauritzen, nato da Hulda Christensen, intraprese pure lui la carriera cinematografica ed è considerato uno dei maggiori registi della Danimarca degli anni quaranta e cinquanta.

## Filmografia parziale

### Regista
- De besejrede Pebersvende (1914)
- Den tapre Svigermoder (1915)
- Den skønne Ubekendte - cortometraggio (1915)
- Det gaadefulde Væsen (1916)
- Eventyr paa fodrejsen - cortometraggio (1916)
- Hjertetyven - cortometraggio (1917)
- Fugleskræmslet - cortometraggio (1919)
- Kärlek och hypnotism (1921)
- Kan Kærlighed kureres? (1923)
- Daarskab, dyd og driverter (1923)
- Vore venners vinter
- Mellem muntre musikanter
- Gli inquilini del settimo piano (Blandt byens børn) (1923)
- Lille Lise let-paa-taa (1924)
- Don Quixote (1927)

### Sceneggiatore
- Den tapre Svigermoder, regia di Lau Lauritzen Sr. (1915)
- Don Quixote, regia di Lau Lauritzen Sr. (1927)

### Attore
- Knap og Hægte, regia di Eduard Schnedler-Sørensen - cortometraggio (1911)